# Leopold Leutgeb
Leopold Leutgeb (* 29. April 1891 in Obernalb, Niederösterreich; † 25. November 1948 in Bern, Schweiz) war ein österreichischer Geistlicher der römisch-katholischen Kirche sowie kurzzeitig Politiker der Christlichsozialen Partei (CSP).

## Leben
Nach dem Besuch der Volksschule und des Gymnasiums in Hollabrunn trat Leutgeb ins Priesterseminar in Wien ein, an welchem er Theologie studierte. Er war seit 1912 Mitglied der katholischen Studentenverbindung KÖHV Amelungia Wien. Auch legte er die Lehramtsprüfung für Religion an Gymnasien ab. Im Jahr 1916 wurde Leutgeb in Wien zum Priester geweiht. Nach zwei Jahren, in welchen er als Kooperator in Fischamend und Guntramsdorf gearbeitet hatte, übernahm er 1918 als Pfarrer die Gemeinde St. Stephan in Baden. Auch war Leutgeb im Katholischen Volksbund tätig. 
In den 1920er Jahren zählte Leugbeb auch zu den Mitbegründern der Christlichsozialen Partei in Baden und Umgebung. Im Oktober 1931 wurde Leutgeb für die CSP in den Nationalrat gewählt, welchem er bis Februar 1934 angehören sollte.
Nach dem Anschluss Österreichs wurde Leutgeb 1938 von den Nationalsozialisten als Lehrer abgesetzt. Kurz danach floh er über Italien ins Exil in die Schweiz. In Bern starb Leutgeb im November 1948 im Alter von 57 Jahren.